# Істинне і помилкове Я
Істинне Я (також відоме як справжнє Я , автентичне Я , оригінальне Я і вразливе Я) і помилкове Я (також відоме як фальшиве Я , ідеалізоване Я , поверхневе Я і псевдо Я) є психологічними поняттями, що часто пов'язують з нарцисизмом .
Поняття були введені в психоаналіз у 1960 році Дональдом Вінікоттом.  Віннікотт використовував істинне Я, щоб описати сприйняття власної особистості на основі спонтанного автентичного досвіду і відчуття, що ти живий і маєш реальне Я. Натомість, фальшиве Я він бачив як захисну огорожу — межі якої можна було покинути у екстреному випадку за відсутності спонтанності і за наявності відчуття, що ти мертвий і порожній, ховаючись за чистим виглядом реальності.
Щоб зберегти свою самооцінку і захистити своє вразливе істинне Я, нарцисам необхідно контролювати поведінку інших — зокрема, їхніх дітей, які розглядаються як їх розширені копії.

## Характеристики
Віннікотт вбачав істинне Я результатом того, що ти відчув себе живим ще в ранньому дитинстві, відчув і кров, що тече твоїми жилами і дихання легень — те, що Віннікотт назвав просто буттям.  Виходячи з цього, дитина створює досвід відчуття реальності, відчуття, що життя варте того, щоб його прожити. Спонтанні, невербальні жести дитини випливають з цього інстинктивного відчуття, і якщо мати на них реагує, вони стають основою для подальшого розвитку справжнього Я.
Однак, коли те, що Winnicott обережно назвав досить хорошим вихованням — тобто, не обов'язково досконалим!  - було відсутнє, спонтанності немовляти загрожувало втручання необхідності догодити бажанням / очікуванням батьків.  Результатом, як вважав Віннікотт. могло бути створення так званого помилкового Я, де «очікування інших людей можуть стати надзвичайно важливими, перекривати або суперечити первісному відчуттю самого себе, пов'язаному з самим корінням свого буття».  Небезпека, яку він бачив, полягала у тому, що через це фальшиве Я, немовля будує неправильні зв'язки, і за допомогою інтроекцій навіть досягає реалістичного вигляду" хоча, насправді, лише приховуючи порожнечу поза парканом вдаваної незалежності.
Небезпека була особливо гострою, коли дитина повинна була забезпечити співналаштування для матері / батьків, а не навпаки, створюючи своєрідне дисоційоване сприйняття об'єкта на безособовому, а не особистому і спонтанному рівнях.  Але якщо це патологічне помилкове Я придушує спонтанні жести справжнього Я на користь бездухої імітації, Віннікотт все ж вважав його життєво необхідним для запобігання чогось гіршого: знищення досвіду експлуатації прихованого істинного Я.